# Пиняев, Георгий Андреевич
Георгий Андреевич Пиняев (1919—1940) — лейтенант Рабоче-крестьянской Красной Армии, участник советско-финской войны, Герой Советского Союза (1940).

## Биография
Георгий Пиняев родился в 1919 году в Москве. Окончил девять классов школы. В 1937 году Пиняев был призван на службу в Рабоче-крестьянскую Красную Армию. Окончил танковое училище. Участвовал в боях советско-финской войны, будучи командиром танкового взвода 9-го отдельного танкового батальона 13-й лёгкой танковой бригады 7-й армии Северо-Западного фронта.
В феврале 1940 года взвод Пиняева, находясь в финском тылу, нанёс противнику большие потери в боевой технике и живой силе. Проделав во время разведки боем проход в надолбах, взвод успешно разгромил финские войска на станции «Кямяря», после чего доставил командованию важные разведданные. 21 февраля 1940 года Пиняев погиб в бою. Похоронен в братской могиле в посёлке Гаврилово Выборгского района Ленинградской области.
Указом Президиума Верховного Совета СССР от 21 марта 1940 года за «образцовое выполнение боевых заданий командования на фронте борьбы с финской белогвардейщиной и проявленные при этом отвагу и геройство» лейтенант Георгий Пиняев посмертно был удостоен высокого звания Героя Советского Союза. Также посмертно был награждён орденом Ленина.